# Scottish Division One 1928-1929
La Scottish Division One 1928-1929 è stata la 39ª edizione della massima serie del campionato scozzese di calcio, disputato tra l'11 agosto 1928 e il 27 aprile 1929 e concluso con la vittoria dei Rangers, al loro diciassettesimo titolo, il terzo consecutivo.
Capocannoniere del torneo è stato Evelyn Morrison (Falkirk) con 43 reti.

## Classifica finale
Fonte:
|  | Pos. | Squadra             | Pt | G  | V  | N  | P  | GF  | GS  | QR    |
|  | ---- | ------------------- | -- | -- | -- | -- | -- | --- | --- | ----- |
|  | 1.   | Rangers             | 67 | 38 | 30 | 7  | 1  | 107 | 32  | 3,344 |
|  | 2.   | Celtic              | 51 | 38 | 22 | 7  | 9  | 67  | 44  | 1,523 |
|  | 3.   | Motherwell          | 50 | 38 | 20 | 10 | 8  | 85  | 66  | 1,288 |
|  | 4.   | Hearts              | 47 | 38 | 19 | 9  | 10 | 91  | 57  | 1,596 |
|  | 5.   | Queen's Park        | 43 | 38 | 18 | 7  | 13 | 100 | 69  | 1,449 |
|  | 6.   | Partick Thistle     | 41 | 38 | 17 | 7  | 14 | 91  | 70  | 1,300 |
|  | 7.   | Aberdeen            | 40 | 38 | 16 | 8  | 14 | 81  | 68  | 1,191 |
|  | 8.   | St. Mirren          | 40 | 38 | 16 | 8  | 14 | 78  | 75  | 1,040 |
|  | 9.   | St. Johnstone       | 38 | 38 | 14 | 10 | 14 | 57  | 70  | 0,814 |
|  | 10.  | Kilmarnock          | 36 | 38 | 14 | 8  | 16 | 79  | 74  | 1,068 |
|  | 11.  | Falkirk             | 36 | 38 | 14 | 8  | 16 | 68  | 86  | 0,791 |
|  | 12.  | Hamilton Academical | 35 | 38 | 13 | 9  | 16 | 58  | 83  | 0,699 |
|  | 13.  | Cowdenbeath         | 33 | 38 | 14 | 5  | 19 | 55  | 69  | 0,797 |
|  | 14.  | Hibernian           | 32 | 38 | 13 | 6  | 19 | 54  | 62  | 0,871 |
|  | 15.  | Airdrieonians       | 31 | 38 | 12 | 7  | 19 | 56  | 65  | 0,862 |
|  | 16.  | Ayr Utd             | 31 | 38 | 12 | 7  | 19 | 65  | 84  | 0,774 |
|  | 17.  | Clyde               | 30 | 38 | 12 | 6  | 20 | 47  | 71  | 0,662 |
|  | 18.  | Dundee              | 29 | 38 | 9  | 11 | 18 | 59  | 69  | 0,855 |
|  | 19.  | Third Lanark        | 26 | 38 | 10 | 6  | 22 | 71  | 102 | 0,696 |
|  | 20.  | Raith Rovers        | 24 | 38 | 9  | 6  | 23 | 52  | 105 | 0,495 |

Legenda:
      Campione di Scozia.
      Retrocesso in Division Two 1929-1930.
Regolamento:
Due punti a vittoria, uno a pareggio, zero a sconfitta.
A parità di punti, le posizioni in classifica venivano determinate sulla base del quoziente reti.